# Pholas campechiensis
Pholas campechiensis är en musselart som beskrevs av Gmelin 1791. Pholas campechiensis ingår i släktet Pholas och familjen borrmusslor. Inga underarter finns listade i Catalogue of Life.